# Ekaterina Starygina
Ekaterina Andreevna Starygina (en ruso: Екатерина Андреевна Федорова) (Kámensk-Shájtinski, 26 de agosto de 1995) es una atleta rusa especializada en lanzamiento de jabalina. Fue campeona de Rusia en 2018 en su modalidad.

## Carrera
Debutante profesionalmente en 2011, comenzó su andadura deportiva en esta situación bajo el entrenamiento del ex lanzador de jabalina Aleksandr Makárov, siendo su primera prueba el 23 de febrero de 2011 en Sochi, donde quedó como la tercera mejor clasificada con un lanzamiento de 44,18 metros.
En 2013 compitió en la Copa de Europa de Lanzamientos de Invierno que se celebraba en la ciudad española de Castellón, donde se alzó con la medalla de plata tras un lanzamiento de 56,39 metros. Ese mismo año, también acudiría al Campeonato Europeo de Atletismo Sub-20 en Rieti (Italia), donde no superaría la fase de clasificación, al quedar decimoquinta con un tiro de 48,01 metros.
El 17 de junio de 2014 se convirtió en la ganadora del Campeonato Juvenil de Rusia. El 24 de julio ganaba su primera medalla de oro en lanzamiento de jabalina en el Campeonato Mundial Junior de Atletismo que se celebraba en la ciudad estadounidense de Eugene con una marca de 56,85 metros. Superaba por aquel entonces a futuras atletas olímpicas como la polaca Maria Andrejczyk (cuarta en Río 2016) o la croata Sara Kolak (oro en Río 2016).
En 2015 volvía a la Copa de Europa de Lanzamientos de Invierno, celebrada en Leiría (Portugal), donde volvía al podio con la medalla de plata tras un lanzamiento de 56,15 metros. Menos suerte tuvo en la cita estonia del Campeonato Europeo de Atletismo Sub-23, sin poder superar la clasificación, quedando en decimotercer lugar con 48,92 m.
Quedó apartada en 2016, 2017 y 2018 de los torneos internacionales, más dedicada a los torneos rusos, donde destacaría por ser la campeona nacional de lanzamiento de jabalina en 2018. En 2019 retomaba las citas con los Juegos Europeos de Minsk, donde volvía a conseguir metal (plata nuevamente) con un lanzamiento de 63,57 metros, que supuso, a su vez, su mejor marca profesional hasta la fecha.

## Resultados por competición

### Por temporada
| Representando a Rusia | Representando a Rusia                      | Representando a Rusia | Representando a Rusia | Representando a Rusia |
| --------------------- | ------------------------------------------ | --------------------- | --------------------- | --------------------- |
| Año                   | Competición                                | Lugar                 | Puesto                | Marca                 |
| 2013                  | Copa de Europa de Lanzamientos de Invierno | Castellón             | 2ª                    | 56,39 m.              |
| 2013                  | Campeonato Europeo de Atletismo Sub-20     | Rieti                 | 15.ª (q)              | 48,01 m.              |
| 2014                  | Campeonato Mundial Junior de Atletismo     | Eugene                | 1.ª                   | 56,85 m.              |
| 2015                  | Copa de Europa de Lanzamientos de Invierno | Leiría                | 2.ª                   | 56,15 m.              |
| 2015                  | Campeonato Europeo de Atletismo Sub-23     | Tallin                | 13.ª (q)              | 48,92 m.              |
| 2019                  | Juegos Europeos                            | Minsk                 | 2.ª                   | 63,57 m.              |

### Mejores marcas
| Disciplina              | Marca (m.) | Lugar     | Fecha               |
| ----------------------- | ---------- | --------- | ------------------- |
| Lanzamiento de jabalina | 60,02      | Kazán     | 20 de julio de 2018 |
| Lanzamiento de jabalina | 60,07      | Zhukovski | 23 de junio de 2018 |
| Lanzamiento de jabalina | 63,57      | Minsk     | 23 de junio de 2019 |